# Departamento del Estura
Estura fue un departamento francés creado en 1801 en el territorio de Piamonte, anexionado por el Primer Imperio francés. Fue llamado así a partir del río local, Stura di Demonte. 
El departamento fue constituido en 1801, cuando Napoleón Bonaparte liquidó la República Piamontesa y fue suprimido tras la derrota de Napoleón en 1814.
La capital fue Cuneo y estaba dividido en los distritos de Cuneo, Alba, Mondovi, Saluzzo y Savigliano. 
Su territorio corresponde aproximadamente a la actual provincia de Cuneo en el suroeste del Piamonte.
- Datos: Q2527360